# 武氏凰眉
武氏凰眉（1988年11月13日—）是一名越南模特，电视节目主持人。她带来了火热的美丽，极富现代和魅力。在获得2010年越南小姐选美比赛亚军后，被选为越南代表参加2011年环球小姐选美比赛。

## 身世
1988年出生在越南同奈省壮奔县一个4个兄弟姐妹的家庭，凰眉是家中第三个女儿。有法国血统。